# John Hill (politician)
John Hill (n. 13 noiembrie 1912 – d. 6 decembrie 2007) a fost un om politic britanic, membru al Parlamentului European în perioada 1973-1979 din partea Regatului Unit. 
1. 1 2  John Hill (British politician), SNAC, accesat în 9 octombrie 2017
2. ↑   https://web.archive.org/web/20071226022639/http://www.telegraph.co.uk:80/news/main.jhtml?view=DETAILS&grid=&xml=/news/2007/12/20/db2002.xml, arhivat din original la |archive-url= necesită |archive-date= (ajutor) Lipsește sau este vid: |title= (ajutor)
3. ↑  pace.coe.int
4. 1 2 3 4 5 6  Hansard 1803–2005